# Segões
Segões é uma povoação portuguesa do Município de Moimenta da Beira que foi sede da extinta Freguesia de Segões, freguesia que tinha 2,20 km² de área e 101 habitantes (2011), e, por isso, uma densidade populacional de 45,9 hab/km². 

A Freguesia de Segões foi extinta e agregada à Freguesia de Peva criando assim a União de freguesias de Peva e Segões com sede em Peva.

## População
| População da freguesia de Segões | População da freguesia de Segões | População da freguesia de Segões | População da freguesia de Segões | População da freguesia de Segões | População da freguesia de Segões | População da freguesia de Segões | População da freguesia de Segões | População da freguesia de Segões | População da freguesia de Segões | População da freguesia de Segões | População da freguesia de Segões | População da freguesia de Segões | População da freguesia de Segões | População da freguesia de Segões |
| -------------------------------- | -------------------------------- | -------------------------------- | -------------------------------- | -------------------------------- | -------------------------------- | -------------------------------- | -------------------------------- | -------------------------------- | -------------------------------- | -------------------------------- | -------------------------------- | -------------------------------- | -------------------------------- | -------------------------------- |
| 1864                             | 1878                             | 1890                             | 1900                             | 1911                             | 1920                             | 1930                             | 1940                             | 1950                             | 1960                             | 1970                             | 1981                             | 1991                             | 2001                             | 2011                             |
| 255                              | 271                              | 273                              | 287                              | 319                              | 327                              | 298                              | 277                              | 353                              | 315                              | 256                              | 184                              | 157                              | 114                              | 101                              |

| Distribuição da População por Grupos Etários | Distribuição da População por Grupos Etários | Distribuição da População por Grupos Etários | Distribuição da População por Grupos Etários | Distribuição da População por Grupos Etários | Distribuição da População por Grupos Etários | Distribuição da População por Grupos Etários | Distribuição da População por Grupos Etários | Distribuição da População por Grupos Etários | Distribuição da População por Grupos Etários |
| -------------------------------------------- | -------------------------------------------- | -------------------------------------------- | -------------------------------------------- | -------------------------------------------- | -------------------------------------------- | -------------------------------------------- | -------------------------------------------- | -------------------------------------------- | -------------------------------------------- |
| Ano                                          | 0-14 Anos                                    | 15-24 Anos                                   | 25-64 Anos                                   | > 65 Anos                                    |                                              | 0-14 Anos                                    | 15-24 Anos                                   | 25-64 Anos                                   | > 65 Anos                                    |
| 2001                                         | 10                                           | 11                                           | 51                                           | 42                                           |                                              | 8,8%                                         | 9,6%                                         | 44,7%                                        | 36,8%                                        |
| 2011                                         | 8                                            | 11                                           | 45                                           | 37                                           |                                              | 7,9%                                         | 10,9%                                        | 44,6%                                        | 36,6%                                        |

Pertenceu ao extinto concelho de Caria.

## Toponímia
O nome «Segões» provém do termo Villa Sagonis, do baixo latim, que por seu turno significa «quinta de Sagão», fazendo referência a um possível povoador ou senhor destas terras.

## Património
- Igreja paroquial de Segões.